# Hans Krondahl
Hans Krondahl, född 30 juni 1929 i Bertilstorp i Brösarps församling, död 9 juni 2018 i Skåne-Tranås, var en svensk textilkonstnär.

## Biografi
Hans Krondahl utbildade sig på textilavdelningen vid Konstfackskolan i Stockholm 1955–1960 och i muralmålning vid Konsthögskolan 1972–1973. Från 1960 hade han en egen textilverkstad, åren 1966–1998 belägen vid Alunbruket i Andrarum. Hans Krondahl framställde monumental textil bildkonst för offentliga miljöer i form av bildvävnader, ridåer, applikationer och textiltryck samt liturgiska textilier.
Han arbetade också som formgivare för industriproduktion. Han samarbetade med NK:s Textilkammare, Borås Wäfveri och Katja of Sweden/MMT. Han var från 1960-talet varit verksam som lärare i textilkonst vid olika skolor, senast innehavare av en professur i textilkonst vid Göteborgs universitet 1988–1994. År 1965 fick han Lunningpriset och 2002 tilldelades han Prins Eugen-medaljen.
Hans Krondahl är representerad på museer i utlandet och i Sverige, bland annat vid Nationalmuseum i Stockholm. Han är begravd på Brösarps kyrkogård.

## Utställningar
- 1963: Textiltryck. NK, Stockholm
- 1966: Ridåtyger. NK-Inredning, Stockholm
- 1968: Industriell batik, Form Design Center i Malmö
- 1975: Kunstindustrimuseet i Köpenhamn
- 1982: Kulturhuset.Borås, Röhsska Museet i Göteborg och Kalmar konstmuseum
- 1989: Galleri Boj i Stockholm och Skissernas Museum ,Lund
- 1990: Länsmuseet.Varberg
- 1999: Kalmar konstmuseum, Regionmuseet i Kristianstad och Textilmuseet i Borås
- 2009: Waldemarsudde i Stockholm och Malmö konstmuseum
- 2013: Christinehofs Ekopark